# 日本産業カウンセラー協会
一般社団法人日本産業カウンセラー協会（にほんさんぎょうカウンセラーきょうかい）は、産業カウンセリングの職能団体。
産業精神保健に関する民間資格産業カウンセラーを認定している。

## 沿革
- 1960年　日本産業カウンセラー協会発足。
- 1970年　労働大臣の許可により社団法人化。
- 1991年　産業カウンセラー試験が労働省の技能審査に認定される。
- 2001年　技能審査から除外され、産業カウンセラー試験が本協会認定の民間資格となる。
- 2004年　産業カウンセラー試験の区分（初級、中級、上級）が廃止され、産業カウンセラー、シニア産業カウンセラーの2種類となった。
- 2007年　本協会の資格登録会員でなければ「（シニア）産業カウンセラー」を名乗って業務を行うことができない。また、5年に1度の更新を義務付けられる。

## 主な業務
- 試験の実施
  - 産業カウンセラー試験
  - シニア産業カウンセラー試験
  - キャリア・コンサルタント試験
- 産業カウンセラーの養成
  - 産業カウンセラー養成講座
  - シニアコース講座（対象：産業カウンセラー有資格者）
  - キャリア・コンサルタント講座（対象：産業カウンセラー、シニア産業カウンセラー有資格者）
- 研修事業
  - 産業カウンセラー向けの各種研修
  - 企業のための各種研修
- 資格所得者が活躍できる職場の開発
  - 企業や公共施設等への産業カウンセラーの派遣など
- 研究・発表大会の開催
- 無料職業紹介（ハローワークの許可事業）
  - 求人（企業・団体の希望に適合する産業カウンセラー有資格者を紹介）
  - 求職（産業カウンセラーに希望・能力に応じた職業を紹介）